# ديفيد لويد جورج
ديفيد لويد جورج (17 يناير 1863 – 26 مارس 1945) أحد زعماء حزب الأحرار البريطاني. كان رئيسًا للوزراء أثناء النصف الأخير من الحرب العالمية الأولى. كانت اللغة الويلزية اللغة الأم للويد جورج، الذي ولد في 17 يناير عام 1863 في تشورلتون أون ميدلوك في مانشستر، لأبوين ويلزيين. ترعرع جورج في ويلز منذ كان عمره 3 أشهر، أوّلًا في بيمبروكشاير، ثم في لانديستمدوي، في كارنارفونشاير. وهو إلى الآن رئيس الوزراء البريطاني الوحيد الذي كان ويلزيًّا وكانت اللغة الإنكليزية لغته الثانية. توفي أبوه، وهو مدير مدرسة، في 1864، وربّاه في ويلز أمّه وأخوها الحذّاء، الذي أثرت آراؤه السياسية وعقيدته المعمدانية تأثيرًا عميقًا في لويد جورج، وهذا الخال نفسه ساعد الولد على أن يعمل في القضاء بعد ترك المدرسة. أصبح لويد جورج ناشطًا في السياسات المحلية، واكتسب شهرة بوصفه الخطيب والمؤيد للخليط الويلزي من الليبرالية الذي ناصر الخروج عن الكنيسة وحلّ الكنيسة الأنغليكاني في ويلز، ومساواة العمّال والمزارعين، وإصلاح ملكية الأراضي. في عام 1890، فاز لويد جورج بالانتخابات فأصبح عضوًا في برلمان كارنارفون بوروز، وظلّ في كرسيّه 55 عامًا. خدم لويد جورج في مجلس هنري كامبل بانرمان منذ عام 1905. بعد نجاح تش إتش أسكويث في رئاسة الوزراء عام 1908، حلّ لويد جورج محله بوصفه مستشار الخزانة. لتمويل الإصلاحات الرفاهية الكثيرة اقترح لويد زيادة الضرائب على ملكية الأراضي والدخل في «ميزانية الشعب» (1909)، التي رفضها مجلس اللوردات الذي يسوده المحافظون. لم تحل الأزمة الدستورية الناتجة إلا بعد انتخابين عام 1910 وبإمرار قرار البرلمان 1911. فُعّلت ميزانيته عام 1910، ومُرّر قانون التأمين الوطني عام 1911 وإجراءات أخرى لتأسيس دولة الرفاهية الحديثة. في عام 1913، تورّط لويد في فضيحة ماركوني، لكنه بقي في منصبه وأيّد حلّ الكنيسة في ويلز، إلى أن عطّل اندلاع الحرب العالمية الأولى عام 1914 تنفيذ مخططاته.
قوّى لويد جورج وهو في منصب مستشار الخزانة زمنَ الحرب، تمويل الحكومة وأبرم اتفاقات مع اتحادات تجارية للحفاظ على الإنتاج. في عام 1915، أسس أسكويث تحالفًا ليبراليًّا حربيًّا مع المحافظين وحزب العمال. أصبح لويد جورج وزير الذخائر ووسّع الإنتاج سريعًا. في عام 1916، عُيّن وزيرًا للخارجية الحربية ولكنه أُحبط من محدودية صلاحياته وصراعه مع المؤسسة العسكرية على الاستراتيجيات. تضاءلت الثقة في قيادة أسكويث مع ركود الجبهة الغربية. ثمّ أُجبر على الاستقالة في ديسمبر 1916، وخلفَه لويد جورج رئيسًا للوزراء، مدعومًا من المحافظين وبعض الليبراليين. مركَز لويد السلطة في غرفة حربية أصغر، ومجلس غرفة عمليات جديد، ومستشارين جديدين. ليحارب العجز الغذائي طبق لويد نظام القوافل، وأسس التقنين، ودعم الزراعة. بعد دعم اعتداء نيفيل الفرنسي المدمر عام 1917، اضطر إلى إقرار خطط المارشال هيغ لمعركة باشنديل، وهو ما أدى إلى خسائر كبيرة وانتصار استراتيجي صغير. وخلافًا لآراء قادته، رأى لويد في النهاية توحيد الحلفاء تحت قيادة واحدة في مارس 1918. مالت الحرب إلى جانبهم في أغسطس وانتصروا في نوفمبر. وبعد الحرب حافظ على حلفه مع المحافظين الذي كان له دعم شعبي بعد انتخابات ديسمبر 1918. وسعت حكومته حق الانتخاب ليشمل كل الرجال وبعض النساء في وقت سابق من تلك السنة.
كان لويد جورج لاعبًا أساسيًّا في مؤتمر السلام في باريس عام 1919، لكن الوضع في إيرلندا ساء ذلك العام، وهو ما أشعل حرب الاستقلال الإيرلدنية التي استمرت إلى أن ناقش لويد جورج الاستقلال مع الدولة الإيرلندية الحرة عام 1921. ابتدأ لويد جورج في موطنه إصلاحات للتعليم والإسكان، ولكن تشدد الاتحاد التجاري سجل مستويات قياسية، وأصبح الاقتصاد كاسدًا في عام 1920 وزادت البطالة، وتلا ذلك إنقاص الإنفاق الحكومي (1921–22)، وتورط لويد في فضيحة بشأن بيع مراتب الشرف وأزمة تشاناك عام 1922. حصل بونار لو على دعم المحافظين لخوض الانتخابات التالية وحده. استقال لويد جورج، وانقسم حزبه بينه وبين أسكويث، وحاز قسمه أكثر من 50 مقعدًا في انتخابات 1922، أما قسم أسكويث ففاز أكثر من 60. في السنة التالية اتحد الرجلان مرة أخرى لمعارضة مقترح التعرفة الذي وضعه ستانلي بلدوين. كان لليبراليين بعض الانتصارات عام 1923 لكنهم لم يزالوا بعد المحافظين وحزب العمل، وبعد دعمهم لحكومة فيها أقلية من حزب العمل، لم يستعيدوا مكانتهم بوصفهم الحزب الثاني، وعندما سقطت حكومة العمل، انخفض عدد مقاعدهم إلى 40 مقعدًا عام 1924 في حكم أسكويث. قاد لويد جورج الليبراليين من 1926 إلى 1931 ووضع مقترحات مبتكرة للأعمال العامة، ولكن هذا فشل في اكتساب مقاعد في عام 1929، ومنذ عام 1931، أصبح شخصية مهمشة ومظنونة ترأس مجموعة صغيرة من الليبراليين المنشقين المعارضين للحكومة الوطنية. رفض لويد عرضًا للخدمة في الغرفة الحربية لوينستون تشرشل في عام 1940 ورُفع إلى طبقة النبلاء عام 1945 قُبيل موته، ولكنه لم يتسلّم مقعده بسبب مرض موته.

## المراحل الأولى من حياته المهنية
وُلد لويد جورج في مانشستر بإنجلترا لأبوين من ويلز. تُوفي والده عندما كان عمره عامًا واحدًا، فأخذته والدته إلى لانيسْتَمدَوِي كارنارفونْشاير (جُوينَد حاليًا) بمقاطعة ويلز، حيث نشأ في بيت عمه ريتشارد لويد الذي كان صانع أحذية، وقسًا بروتستانتيًا معمدانيًا. وقد تربى لويد في مناخ مشحون بالكراهية للطبقة الأرستقراطية المالكة للأرض وللكنيسة الإنجليزية، وتدرب في مؤسسة قانونية في سن السادسة عشرة، ثم بدأ في ممارسة القانون وعمره 22 عامًا.
ارتبط لويد بحزب الأحرار في مرحلة مبكرة. وبناءً على برنامجه السياسي للقيام بإصلاح اجتماعي شامل بإمارة ويلز، رشحه أعضاء البرلمان عن مدن كارنارفون لعضويته، فظل يمثلها على مدى 55 عامًا متصلة. ومن خلال حملاته على سياسة الحكومة في جنوب إفريقيا بشأن حرب البوير وبعدها، ذاع صيته بوصفه سياسيًا راديكاليًا. عندما عاد الأحرار إلى السلطة عام 1905، صار لويد رئيسًا لمجلس التجارة. في خلال الفترة من 1908 إلى 1915م، عمل لويد وزيرًا للمالية، وتبنى قانون معاش كبار السن الذي صدر عام 1911م. وقد فرضت ميزانية الشعب التي وضعها عام 1909 ضريبة على الدخل غير المكتسب، ووضعت ضرائب عالية على الأراضي والتركات لكن مجلس اللوردات المحافظ رفض هذه الميزانية، مما سبب أزمة دستورية انتهت بانتصار لويد جورج وحزبه، واستخدم حق الفيتو ضد التشريعات المالية من مجلس اللوردات.

## ديفيد لويد جورج رئيسًا للوزراء
أدى اندلاع الحرب عام 1914م إلى تحول لويد جورج من رجل رافض للجوء إلى العنف في حل النزاعات إلى مؤيد قوي للحرب ضد ألمانيا. وقد استطاع وهو وزير للعتاد الحربي عام 1915م أن يتغلب على العجز في الذخيرة. وفي يوليو 1916م، خلف لويد اللورد هوراشيو كتشنر وزيرًا للحرب، وفي ديسمبر 1916م حل محل هيربرت أسكويث رئيسًا لمجلس وزراء ائتلافي. وبصفة عامة، يُعتبر لويد واحدًا من أشهر القادة العسكريين في بريطانيا؛ ارتفعت في ظل قيادته الروح المعنوية للمدنيين. وقد نجح لويد أثناء مؤتمر باريس للسلام عام 1919م في التوصل إلى حل وسط بين مثالية الرئيس الأمريكي وُدرو ولسون من جهة والشروط المتعنتة للسلام التي كان ينشدها رئيس الوزراء الفرنسي جورج كليمنصو من جهة أخرى.
وقد بقي لويد جورج وحكومته الائتلافية في الحكم بتحقيق نصرٍ انتخابيٍّ سهل في عام 1918م، إلا أنه لم يحقق إعادة البناء الاقتصادي الذي كان قد وعد به. كما كان من نتائج سياسته فيما يتعلق بأيرلندا أن نشأت دولة أيرلندا الحرة. وفي المقابل، خسر لويد دعم المحافظين له، كما فشلت في الوقت ذاته سياسته المؤيدة لليونان. وقد استقال لويد جورج عام 1922م. وعلى الرغم من أن عمره كان حينذاك 59 عامًا فقط، إلا إنه لم يشغل أي منصب رسمي بعد ذلك على الإطلاق. أما حزب الأحرار الذي كان قد انقسم عام 1918 بين مؤيدين له ومؤيدين للورد أسكويث، فقد توحد مرة أخرى عام 1923، غير أنه لم يحظ بالقدر الكافي من التأييد الشعبي، وسرعان ما أصبح حزبًا ثالثًا ضعيفًا.
سعى لويد جورج إلى استعادة وضعه السابق ببرنامج مدروس للأشغال العامة والإصلاح الزراعي، إلا أن محاولاته باءت بالفشل. وفي عام 1936م، قام لويد بزيارة لأدولف هتلر في بير شتيسجادن، وعاد يثني على الزعيم الألماني، إلا أنه سرعان ما تحول إلى ناقد لاذع لمحاولات استرضاء هتلر. وفي عام 1945م، قبيل وفاته بفترة قصيرة، حصل لويد جورج على لقب إيرل دوايفور.

## مقالات ذات صلة
- آبريستويث

## روابط خارجية
- ديفيد لويد جورج على موقع IMDb (الإنجليزية)
- ديفيد لويد جورج على موقع الموسوعة البريطانية (الإنجليزية)
- ديفيد لويد جورج على موقع مونزينجر (الألمانية)
- ديفيد لويد جورج على موقع ميوزك برينز (الإنجليزية)
- ديفيد لويد جورج على موقع إن إن دي بي (الإنجليزية)
- ديفيد لويد جورج على موقع ديسكوغز (الإنجليزية)
- ديفيد لويد جورج على موقع قاعدة بيانات الفيلم (الإنجليزية)